# Мултивибратор
Мултивибра̀торът е релаксационен генератор на електрически правоъгълни импулси (правоъгълни трептения) с къси фронтове. Названието мултивибратор е предложено от холандския физик ван дер Пол, и отразява факта, че в спектъра на правоъгълните трептения на мултивибратора присъстват множество висши хармоници, за разлика от генератора на синусоидални трептения („моновибратора“).
Първата мултивибраторна схема, астабилен мултивибраторен електронен осцилатор, е изобретен от Хенри Абрахам и Йожен Блох – френски физици, по време на Първата световна война.
Те наричат схемата си „мултивибратор“, тъй като фо̀рмата на нейния изходен сигнал е богата на хармоници. Изобретението предхожда тригера на Икълз и Джордан, което е публикувано година по-късно.
Мултивибраторът е един от най-разпространени генератори на импулси с правоъгълна форма, използвани в електрониката и радиотехниката. Обикновено представлява двустепенен резисторен електронен усилвател, обхванат от дълбока положителна обратна връзка.
В електронната техника се използват най-различни варианти на мултивибраторни схеми, които се различават помежду си по типа на използваните активни компоненти (лампови, транзисторни, тиристорни, микроелектронни и други), различаващи се по режима на работа (автоколебателни, чакащи, с външна синхронизация), по видовете връзка между усилващите елементи, по начините за регулиране на продължителността и честотата на генерираните импулси и по други параметри.
Дадената като пример на рисунката „класическа“ схема на мултивибратор с два транзистора с един и същ тип проводимост днес почти не се използва, тъй като има лоши честотни свойства и недостатъчно стръмни фронтове, което ограничава честотата на неговата генерация до единици мегахерци. При намаляване номиналните стойности на компонентите (съпротивленията на резисторите и капацитетите на кондензаторите) с цел да се повиши честотата на генерацията, двата транзистора преминават в отпушено или наситено състояние без генерация, или генерацията самопроизволно спира, а за възстановяване на генерацията устройството трябва да се пуска отново, което в много случаи на приложения е неприемливо.

## Някои типове и класификация на мултивибраторите
Съществуват три типа мултивибратора в зависимост от режима на работа:
- нестабилен, автотрептящ или астабилен: устройството непрекъснато генерира трептения и самопроизволно преминава от едно състояние в друго. При това не е задължителен външен сигнал за синхронизация, ако не се изисква управление на честотата на трептенията;
- моностабилен: едно от състоянията е стабилно, но другото състояние е неустойчиво (преходно). Мултивибраторът за известно време, определяно от параметрите на неговите компоненти, преминава в неустойчиво състояние под действието на пусков импулс. След това се връща в устойчиво състояние до идването на поредния пусково импулс. Такива мултивибратори се използват за формиране на импулс с фиксирана продължителност, независеща от продължителността на пусковия импулс. Такъв тип мултивибратори често в литературата се наричат чакащи мултивибратори или едновибратори.
- бистабилен: мултивибраторът е устойчив във всяко от двете си състояния и може да бъде превключено от едното състояние в другото чрез подаване на външни импулси. Такива устройства се наричат бистабилни тригери.

Отнасянето на мултивибратора към класа на автогенераторите е оправдано само при автотрептящ (автогенериращ) режим на работа. В чакащ режим мултивибраторът изработва импулси само тогава, когато на входа му постъпват синхронизиращи сигнали.